# Nymphes et satyres dans un paysage
Nymphes et satyres dans un paysage (ou La Bacchanale) est une huile sur cuivre du peintre néerlandais Cornelis Van Poelenburgh. Réalisée au XVIIe siècle, elle est conservée au Musée des Augustins à Toulouse.

## Histoire du tableau
Le tableau appartenait à la collection privée Calvet avant d'être acheté par le Musée des Augustins en 1971.

## Description
Au premier plan, se trouvent quatre nymphes dénudées et deux satyres qui forment une bacchanale. L'une des nymphes est en train de danser en claquant des doigts face à un satyre portant une ceinture de feuilles de vigne, qui danse lui aussi. Une deuxième nymphe est assise sur un rocher, montrant du doigt les danseurs, et tournant son regard vers un bébé satyre qui lui tend les bras. Les deux autres nymphes s'entretiennent derrière eux.
Au second plan, à gauche du tableau, une falaise parsemée de quelques arbres se dresse, elle semble former une grotte, vers laquelle un homme et une femme se dirigent, s'éloignant de la bacchanale. Ils sont en train de courir, tandis que l'un d'eux se retourne vers les satyres et les nymphes. 
Enfin, au dernier plan du tableau, on observe un paysage de collines lointaines, qui se détache d'un ciel clair et peu nuageux.

## Contexte
Le tableau est réalisé durant la période utrechtoise du peintre (de 1625 à sa mort). Très peu de dates documentent alors son œuvre, mais on peut remarquer que l'artiste répète certains thèmes tels que des figures mythologiques ou bibliques, ou des paysages en ruines peuplés de nymphes et de satyres. La Bacchanale s'inscrit dans cette période et dans ces thèmes, inaugurés par le retour en Hollande de Cornelis Van Poelenburgh.
D'autre part un dessin préparatoire nous permet également de situer l'œuvre dans cette période . Il s'agit d'un lavis gris représentant uniquement le paysage. On y trouve les mêmes détails que sur le tableau (feuilles, branchages). Le dessin ne comporte pas la bande supérieure de la composition, ni les figures. 
Durant cette période, seulement trois tableaux sont datés par le peintre, il est donc difficile de situer plus précisément le tableau de Toulouse.

## Analyse

### Choix du sujet
Le sujet est emprunté à la mythologie classique, comme c'est souvent le cas dans les œuvres du même peintre. Cependant, l'analyse nous montre que cette représentation de satyres et de nymphes échappe à une narration précise. Ils sont seulement en train de danser. La présence de ces personnages particuliers nous montre bien qu'il s'agit d'une danse en l'honneur de Bacchus.
On peut noter, malgré l'absence apparente de narration que l'homme et la femme à la gauche du tableau semblent fuir, apeurés. En effet, ils sont peut-être effrayés par cette danse des satyres et des nymphes. Les bacchanales peuvent être la source de débordements, de fêtes orgiaques dangereuses.

### Réalisation de l’œuvre
Le tableau est une huile sur cuivre. Cette technique spéciale donne un rendu très brillant à la surface du tableau. Les personnages sont placés dans un paysage de collines, où l'on trouve certains rochers aux formes étranges. La simplification de la falaise est un motif pictural hérité de Joachim Patinier .
La réalisation du paysage est caractérisée par une transparence de la peinture alors que les figures sont plus opaques, composées d'une matière plus épaisse. Elles rendent alors un effet de porcelaine. 

### Esthétique
Le paysage réalisé ici par Poelenburg appartiendrait à un type de paysage italianisant "idyllique" peuplé de figures de l'Antiquité classique. 
De plus, plusieurs éléments esthétiques révèlent peut-être une période tardive de réalisation : la lumière dorée du ciel (attribuée à l'influence de Jan Both), les teintes brunes et terreuses, la robustesse des figures et la rondeur de leurs visages, et enfin, le caractère décoratif majoritairement présent. 
Poelenburgh varie ses compositions mais répète un certain nombre de variations et de combinaisons concernant ses figures. Ainsi, le buste de la nymphe assise au premier plan est semblable à une figure représentée debout dans une autre scène non datée du même peintre.